# جيريمياه بي. بلوم
جيريمياه بي. بلوم (بالإنجليزية: Jeremiah B. Bloom)‏ هو سياسي أمريكي، ولد في 25 مايو 1913، وتوفي في 2 أكتوبر 1983. حزبياً، نشط في الحزب الديمقراطي. وقد انتخب عضو مجلس ولاية نيويورك.